# باب مصرع
الباب المُصرَّع أو المنطوي أو المَطوي هو نوع من الأبواب يفتح عن طريق الطي للخلف في أقسام أو ما يسمى الألواح. وقد يُسمَّى كنسرتينة استوحاءًا من الآلة الموسيقية التي تحمل الاسم نفسه.

## الصور

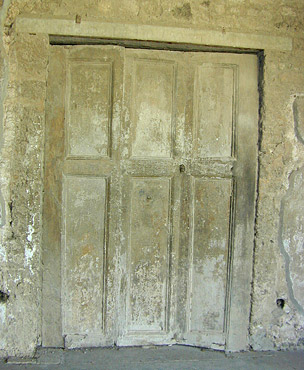
باب رومي مصرع في بُمبي بإيطاليا من القرن الأول للميلاد
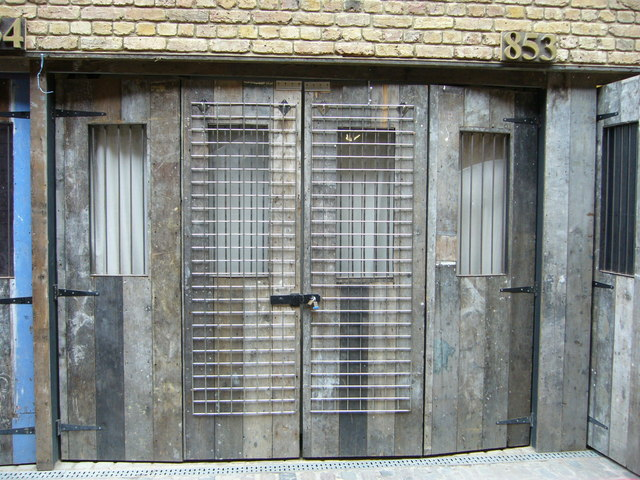
أبواب إسطبل في كَمدن في لندن
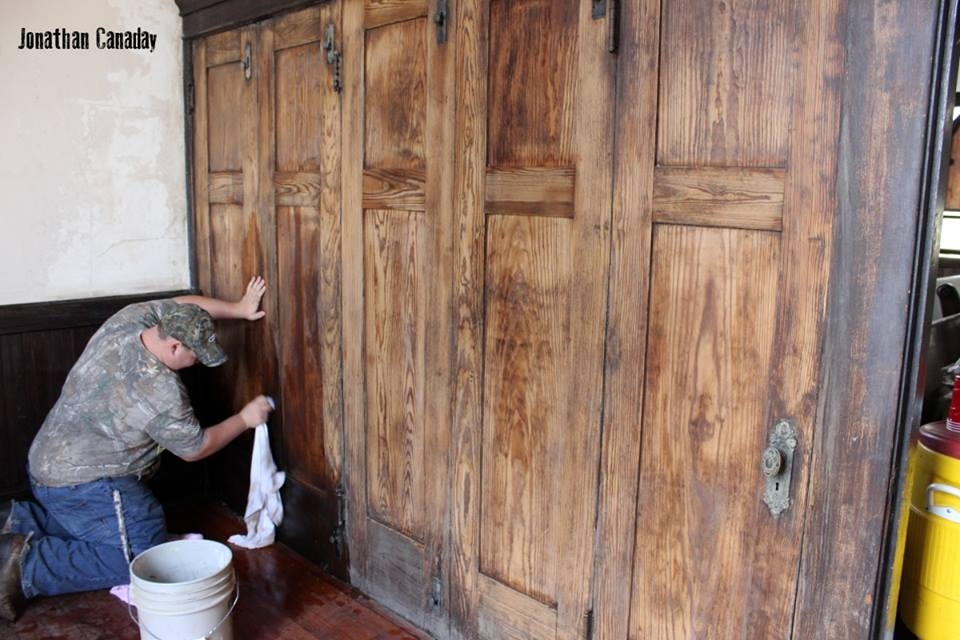